# 天伯原
天伯原（てんぱくばら/てんぱくはら）、あるいは天伯原台地（てんぱくばらだいち）は、愛知県豊橋市南部にある洪積台地。

愛知県地形図

座標: 北緯34度41分59.84秒 東経137度25分27.71秒 / 北緯34.6999556度 東経137.4243639度

## 地理
渥美半島の基部にあたり、遠州灘に面している洪積台地であり、また背面が緩く逆傾斜する階段状の「逆ケスタ」。円礫･亜円礫層（天伯原礫層）と砂礫層から構成されている。豊橋技術科学大学が立地する。

## 歴史

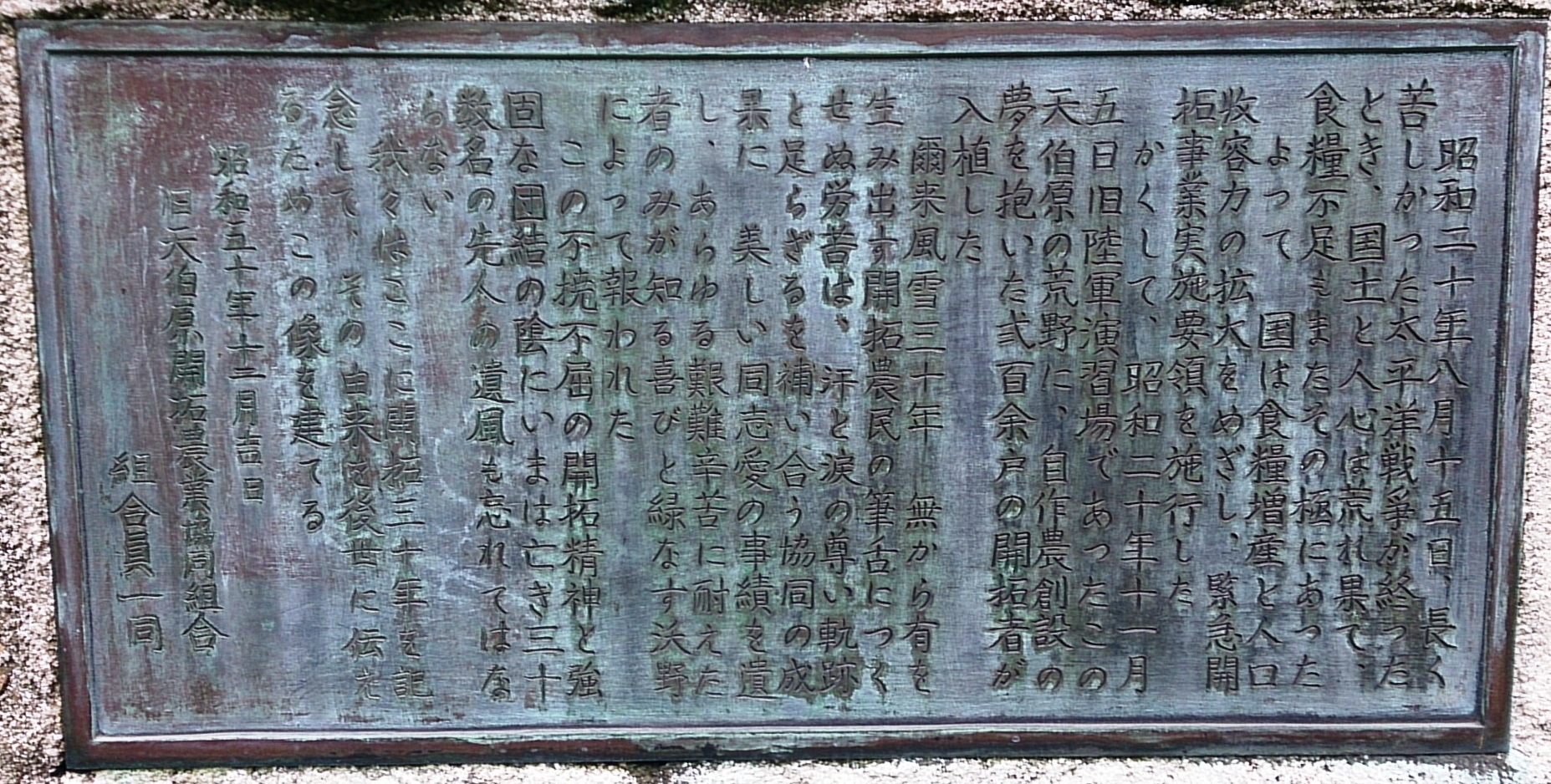
天伯原開拓の由来。天伯原開拓30周年記念像より。

乏水性、強酸性の地質のため耕作には適していなかった。そのため、1908年 (明治41年)に陸軍第十五師団が置かれると同時に、天伯原演習場が設置された。
第二次世界大戦後に農地として解放された。しかし、食糧増産や失業対策を目的としてサツマイモや小麦の栽培が試みられたものの、前述のように不良土であったため、上手くいかなかった。そこで、市街地のちり、ほこり、馬糞や炭酸カルシウムの投入を通して土壌を改善したという。豊川用水の通水によって乏水性についても改善され、白菜やキャベツなどが生産されている。特にスイカが有名で、「天伯スイカ」というブランドで全国に出荷されている。
一方で、市街地化も進んでいる。
歴史・考古学的には、古墳時代の須恵器や平安・鎌倉時代の中世陶器を生産した静岡県湖西市の湖西窯や、愛知県渥美半島の渥美窯で使われた陶器用粘土の産出地であったという。